# Seascape
Il Seascape è un grattacielo di Auckland in Nuova Zelanda.

## Storia
I lavori di costruzione dell'edificio, iniziati nel 2017, finiranno nel 2025.

## Descrizione
Alto 50 piani, raggiunge un'altezza di 187 metri, cosa che ne fa più alto grattacielo della città. Ha una destinazione residenziale.